# Deutsches Theatermuseum

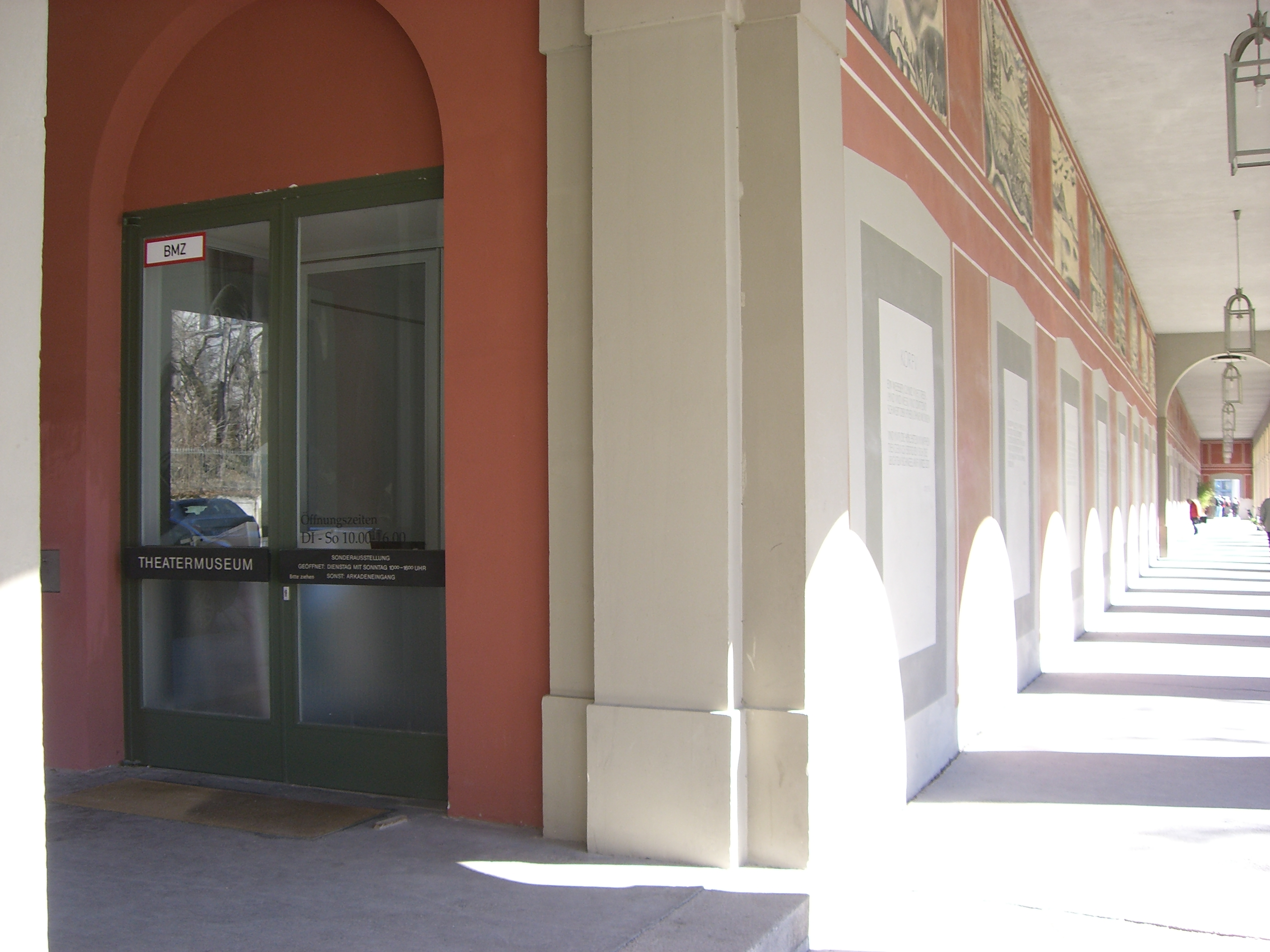
Der Museumseingang in den Hofgartenarkaden im März 2007

Das Deutsche Theatermuseum ist ein theatergeschichtliches Museum in München, das sich schwerpunktmäßig dem deutschsprachigen Theater widmet. Es ist in der 1780/1781 von  Karl Albert von Lespilliez erbauten Churfürstlichen Galerie in der Galeriestraße 4a am Hofgarten untergebracht. Leiterin des Museums war bis 2020 die promovierte Theater-, Kunst- und Literaturwissenschaftlerin Claudia Blank, die zugleich die Fotosammlung leitete. Seit September 2021 leitet die promovierte Theaterhistorikerin und Kulturwissenschaftlerin Dorothea Volz das Museum.

## Geschichte und Sammlung
Das Museum wurde am 24. Juni 1910 im Haus der königlich bayerischen Hofschauspielerin Clara Ziegler gegründet. Ab 1932 nutzte man die Odysseesäle in der Münchner Residenz als Ausstellungsfläche. Im September 1979 wurde die Clara-Ziegler-Stiftung zum Deutschen Theatermuseum im Rang eines staatlichen Museums erhoben.
Eine Dauerausstellung zeigt das Theatermuseum nicht. In thematischen Sonderausstellungen werden z. B. Bühnenbilder, Theaterbaupläne, Requisiten, Kostüme und Masken, aber auch audiovisuelle Dokumente ausgestellt. Außerdem beherbergt das Museum die weltgrößte Sammlung von Theaterfotografien sowie ein umfangreiches Archiv und eine Bibliothek mit ca. 100.000 Schriften.
2019 übernahm das Deutsche Theatermuseum das Werk von Jürgen Rose. Es umfasst mehr als 3600 grafische Blätter mit Zeichnungen und Kostümskizzen sowie 111 Bühnenbild-Modelle.

## Gebäude

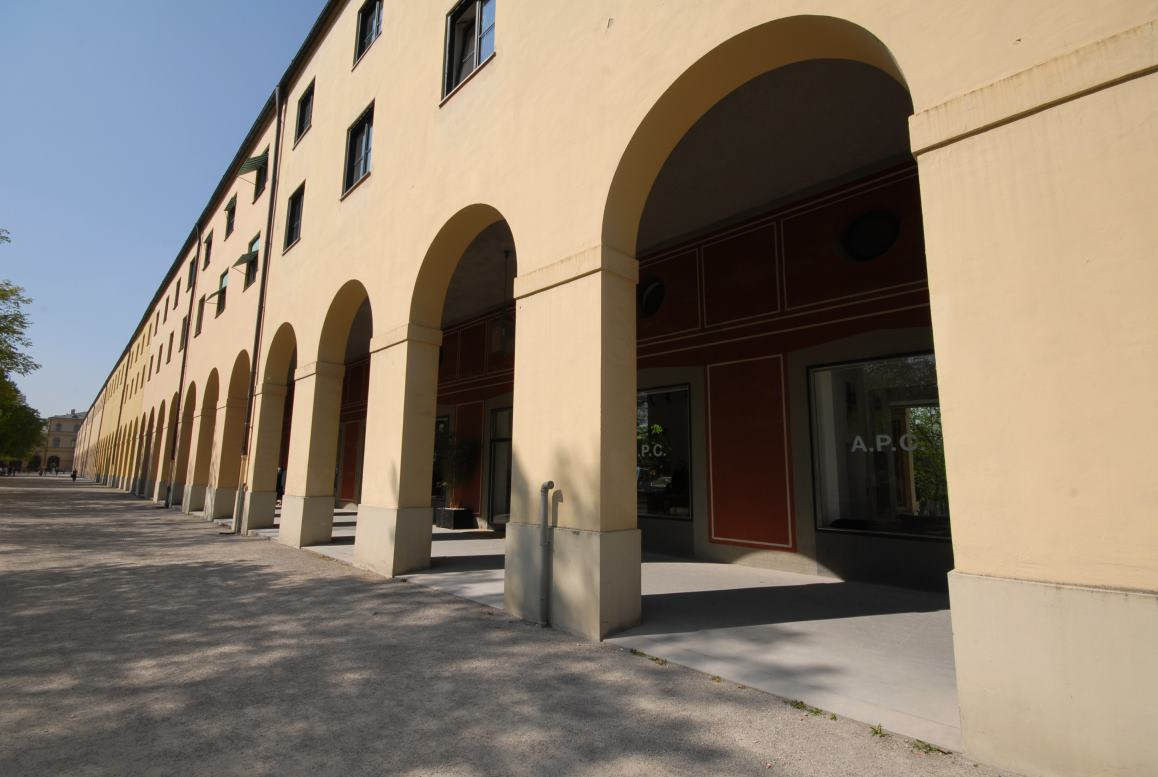
Hofgartenarkaden am Bau des Deutschen Theatermuseums (2007)

Mit der Öffnung des Hofgartens unter Kurfürst Karl Theodor erfolgte auch der Zugang der Bevölkerung zur churfürstlichen Gemäldegalerie, der heutigen Alten Pinakothek. Das frühklassizistische Bauwerk gestaltete Lespilliez als nüchternen Zweckbau. Der Baukörper ist sehr schmal, aber rund 175 Meter langgezogen. Er umfasst beinahe die gesamte Nordseite des Hofgartens und reicht vom Bazargebäude am Odeonsplatz bis fast zu den Hofgartenarkaden der Renaissancezeit an der Staatskanzlei. Die Fassaden weisen nur noch wenige der ursprünglichen illusionistischen Architekturmalereien auf. Im Inneren lagen sieben Galeriesäle mit Nebenräumen, die Belichtung erfolgte durch die hochliegenden Fenster an beiden Seiten des Baus. An der Hofgartenseite liegt im Erdgeschoss der Arkadengang, der die gesamte Länge des Gebäudes umfasst.

## Sonderausstellungen
- 2014: Hamlet. Tell my stimmt
- 2016: THEATER.BAU.EFFEKTE! Der Architekt Max Littmann und München zur Prinzregentenzeit
- 2016: „Dem Volk zur Lust und zum Gedeihen.“ 150 Jahre Gärtnerplatz Theater
- 2016: Die Geschichte Europas  – erzählt von seinen Theatern (ein EU-Ausstellungsprojekt von 2015 bis 2017 in Warschau, Kopenhagen, Wien, München, Ljubljana und London)
- 2017: Hinter den Worten – Die Schauspielerin Gisela Stein (kuratiert von Birgit Pargner)
- 2018: Faust-Welten. Goethes Drama auf der Bühne (kuratiert von Claudia Blank und Katharina Keim)[4]
- 2019: "Ich denke ja garnichts, ich sage es ja nur." Ödön von Horváth und das Theater (eine Ausstellung des Theatermuseums Wien)[5]
- 2022: Die Lust am anderen Theater. Freie darstellende Künste in München
- 2022/23: Nini & Carry Hess und Gertrude Fuld. Theaterfotografie in der Weimarer Republik
- 2023/24: Ruth Walz. Doppelbelichtung[6]